# Зеленцово (Кашинский район)
Зеленцово — деревня в Кашинском городском округе Тверской области России. До 2018 года входила в состав ныне упразднённого Шепелевского сельского поселения.

## География
Деревня находится в юго-восточной части Тверской области, в зоне хвойно-широколиственных лесов, на левом берегу реки Корожечны, при автодороге 28Н-0641, на расстоянии примерно 21 километра (по прямой) к северо-востоку от города Кашина, административного центра округа.

### Климат
Климат характеризуется как умеренно континентальный, с морозной снежной зимой и умеренно тёплым влажным летом. Среднегодовая температура воздуха — 3,2 °C. Средняя температура воздуха самого холодного месяца (января) — −10,7 °C, средняя температура самого тёплого (июля) — 17,8 °С. Продолжительность периода активной вегетации растений (выше 10 °C) составляет примерно 131 день. Годовое количество атмосферных осадков составляет в среднем 611 мм, из которых большая часть выпадает в тёплый период. Снежный покров держится в течение 198 дней.

### Часовой пояс
Деревня Зеленцово находится в часовой зоне МСК (московское время). Смещение применяемого времени относительно UTC составляет +3:00.

## История
Церковь села Зеленцова основана в 1799 году, престолов в ней было три: Корсунской иконы Божией Матери; Святого Великомученика Димитрия и Святителя и Чудотворца Николая. 
В конце XIX — начале XX века село являлось центром Васильковской волости Мышкинского уезда Ярославской губернии.
С 1929 года село являлось центром Климатинского сельсовета Угличского района, с 2005 года — в составе Головинского сельского поселения.

## Население
| 1859 | 2002 | 2010 |
| ---- | ---- | ---- |
| 51   | ↗107 | →107 |

### Национальный состав
Согласно результатам переписи 2002 года, в национальной структуре населения русские составляли 92 % из 107 чел.

## Достопримечательности
В деревне расположена действующая Церковь Корсунской иконы Божией Матери (1799).